# Lindsaya trapeziformis
Lindsaya trapeziformis là một loài thực vật có mạch trong họ Dennstaedtiaceae. Loài này được Dryand. miêu tả khoa học đầu tiên.